# Essaï Altounian
Essaï Altounian (Armeens: Եսայի Ալթունյան) (Parijs, 5 november 1980), is een Frans-Armeense zanger.

## Biografie
Essaï Altounian is geboren en getogen in Frankrijk, maar van Armeense origine. Zijn overgrootouders vluchtten uit Kharpet ten tijde van de Armeense Genocide.
Op 19-jarige leeftijd sloot Essaï een contract met Sony Frankrijk als leadzanger van de popgroep “Ideal-3”. Zij scoorden hun grootste hit met het nummer “Pardonne-moi”, dat op grote Franse radiostations gedraaid werd. Op 21-jarige leeftijd verliet Essaï de band om zich te richten op zijn solocarrière, en sloot een contract bij Mercury Universal.
In 2015 schreef en produceerde hij het nummer "Je n'oublie pas / ChemMorana", opgedragen aan de 1,5 miljoen Armeense slachtoffers van de genocide van 1915.
Op 16 februari 2015 werd bekendgemaakt dat Essaï een van de zes leden is van de supergroep Genealogy, die Armenië zal vertegenwoordigen tijdens het Eurovisiesongfestival 2015 in Wenen.
- Bibliothèque nationale de France: cb141755943 (data)
- International Standard Name Identifier: 0000 0004 0225 9833
- MusicBrainz: ca9f5654-df09-446e-9a0d-b4d2398ffe37
- Virtual International Authority File: 297935459